# Synagogue de Komotiní
La synagogue de Komotiní (en grec moderne : Συναγωγή Κομοτηνής), connue sous le nom de Beth-El, signifiant en hébreu Maison de Dieu, est une ancienne synagogue juive située au sein de la forteresse de Komotiní (el), dans la ville grecque homonyme, dont la construction remonte au milieu du XIXe siècle ou au début du XVIIIe siècle. Elle est située au départ de la rue de l'empereur Théodose, en face de l'église de la Dormition-de-la-Vierge-Marie. En 1983, elle est classée monument historique par la 4e éphorie des monuments modernes, cependant, en avril 1994, sa démolition est décidée,,.
Le bâtiment de la synagogue présente une architecture unique dans la région des Balkans, tandis que le même modèle de synagogue existe à Istanbul et à Bursa. Elle est dotée d'un dôme central sous lequel se trouve la bimah. À l'intérieur, elle comprend une série de colonnades qui soutiennent le toit sur un plan circulaire. Le « Heikhal » est situé sur le mur oriental.
À Komotiní, le secteur de la forteresse, où se situe la synagogue, est connu jusqu'à la Seconde Guerre mondiale sous le nom de « quartier juif de Kalé » (grec moderne : εβραϊκά του Καλέ). Au cours de la période de l'Occupation, entre 1941 et 1944, le mobilier de la synagogue est enlevé et, pendant quelques années, le bâtiment est utilisé comme écurie.